# Dušan Rapoš
Dušan Rapoš (ur. 20 czerwca 1953 w Moravanach) – słowacki reżyser, scenarzysta i kompozytor. Znany jest przede wszystkim z trylogii filmów muzycznych Fontána pre Zuzanu (1985, 1993, 1999).
Ukończył studia dziennikarskie na Wydziale Filozoficznym Uniwersytetu Komeńskiego w Bratysławie (1975). Kształcił się także w bratysławskiej Wyższej Szkole Sztuk Scenicznych, gdzie otrzymał „czerwony dyplom” oraz Nagrodę Ministra Szkolnictwa.

## Nagrody
- W 2008 roku otrzymał Krištáľové krídlo[3]

## Filmografia
- 1985: Fałszywy książę (Falošný princ)
- 1986: Fontána pre Zuzanu
- 1987: Uciekajmy, nadchodzi! (Utekajme, už ide!)
- 1989: Rabaka
- 1993: Fontána pre Zuzanu 2
- 1996: Suzanne
- 1999: Fontána pre Zuzanu 3
- 2008: Cinka Panna